# Јохар Банер
Јохан Банер (швед. Johan Banér; Јурсхолм, 23. јун 1596 — Халберштат, 10. мај 1641), шведски фелдмаршал, један од најзначајнијих војсковођа Тридесетогодишњег рата.
Допринео је знатно победи код Брајтенфелда 1631. године, као командант другог борбеног реда на десном крилу. Том приликом стекао је надимак нордијски лав. Постигао је и много самосталних успеха од којих су најзначајније победе код Демица (1. новембар 1635), Витштока (4. октобар 1636) и Кемница (14. април 1639). Још више славе донело му је вешто изведено повлачење из Торгауа, где се 1637. године нашао у оперативном обручу.